# William Owusu
William Owusu Acheampong (sinh 13 tháng 9 năm 1989) là một cầu thủ bóng đá Ghana thi đấu cho Antwerp. Anh thi đấu ở vị trí tiền đạo.